# Novoszelyane
Novoszelyane (macedónul: Новосељане) település Észak-Macedóniában, a Északkeleti körzetben, Kumanovo községben.

## Népesség
| Lakosok száma | 338  | 399  | 465  | 421  | 210  | 110  | 86   | 46   | 20   |
|               | 1948 | 1953 | 1961 | 1971 | 1981 | 1991 | 1994 | 2002 | 2021 |

- 2002-ben 46 lakosa volt, akik mindannyian macedónok.